# 拉德 (愛荷華州)
拉德（英語：Rudd）是一個位於美國愛荷華州弗洛伊德縣的城市。

## 地理
拉德的座標為43°07′43″N 92°54′13″W / 43.12861°N 92.90361°W，而該地的平均海拔高度為338米（即1109英尺）。

## 人口
根據2010年美國人口普查的數據，拉德的面積為2.25平方千米，當中陸地面積為2.25平方千米，而水域面積為0.00平方千米。當地共有人口369人，而人口密度為每平方千米164人。